# Madina (Niamey)
Madina (auch: Grande Prière) ist ein Stadtviertel (französisch: quartier) im Arrondissement Niamey III der Stadt Niamey in Niger.

## Geographie

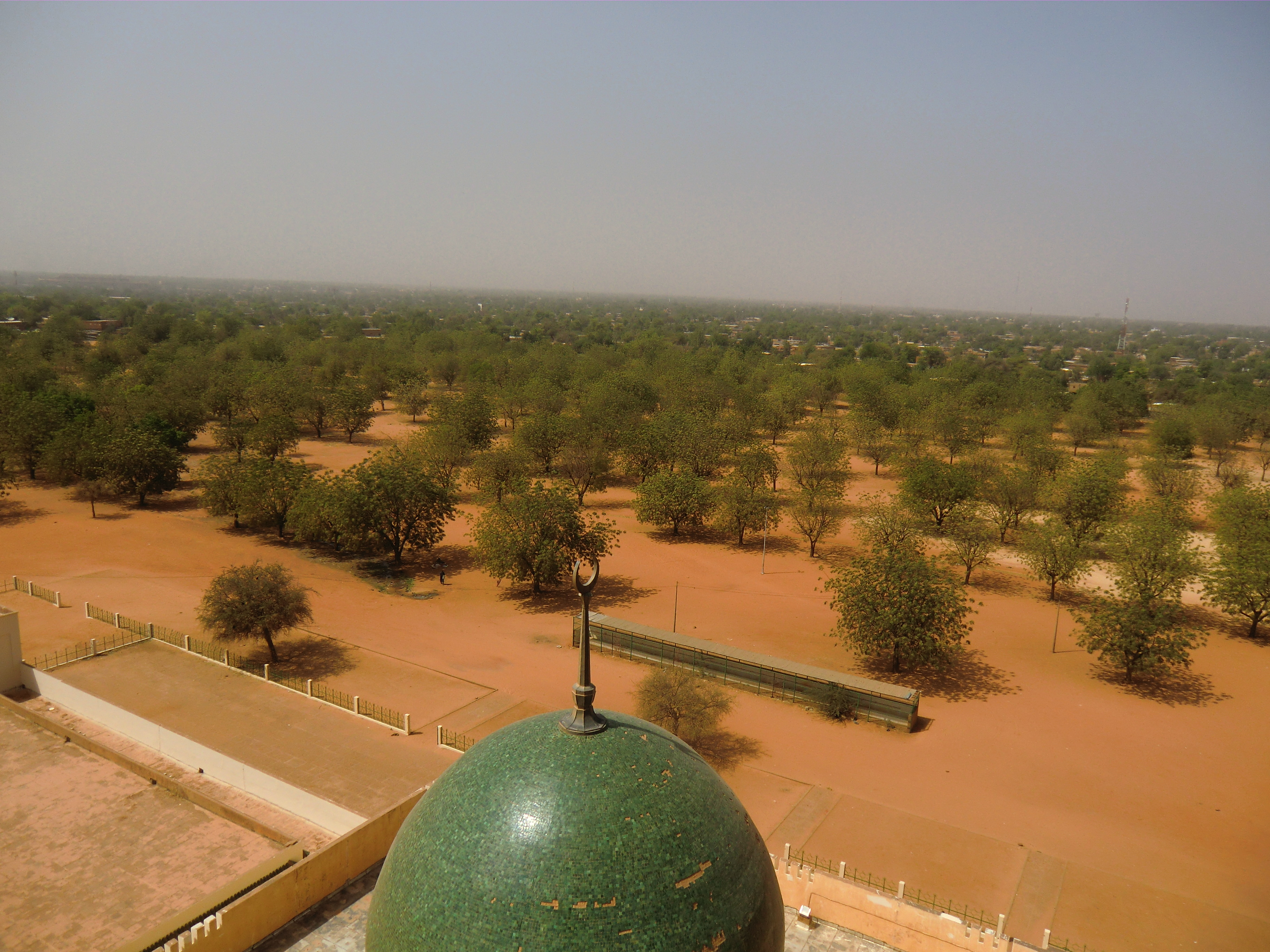
Blick von der Großen Moschee von Niamey auf Madina (2011)

Madina befindet sich im Osten den urbanen Gemeindegebiets von Niamey. Die umliegenden Stadtviertel sind Bandabari im Nordosten, Route Filingué im Südosten, Abidjan im Süden und Boukoki IV im Westen. Das Stadtviertel liegt in einem Tafelland mit einer mehr als 2,5 Meter tiefen Sandschicht, wodurch eine bessere Einsickerung als in anderen Teilen der Stadt möglich ist.
Das Standardschema für Straßennamen in Madina ist Rue MD 1, wobei auf das französische Rue für Straße das Kürzel MD für Madina und zuletzt eine Nummer folgt. Dies geht auf ein Projekt zur Straßenbenennung in Niamey aus dem Jahr 2002 zurück, bei dem die Stadt in 44 Zonen mit jeweils eigenen Buchstabenkürzeln eingeteilt wurde. Diese Zonen decken sich nicht zwangsläufig mit den administrativen Grenzen der namensgebenden Stadtteile. So wird das Schema Rue MD 1 nicht nur in Madina, sondern auch im Nachbarviertel Bandabari angewendet.

## Geschichte
Das Stadtviertel Madina entstand 1974. Hier wurden Wohnungen für die Mittelschicht erbaut. Mitte der 1980er Jahre ließen sich Schmiede aus dem Hochgebirge Aïr in Madina nieder. Mit der Einteilung von Niamey in fünf Distrikte im Jahr 1979 wurde Madina Teil des 3. Distrikts, der 1989 mit dem 4. Distrikt in der Teilgemeinde Niamey II aufging, die wiederum 1996 in der bisherigen Form aufgelöst wurde.

## Bevölkerung
Bei der Volkszählung 2012 hatte Madina 40.934 Einwohner, die in 6485 Haushalten lebten. Bei der Volkszählung 2001 betrug die Einwohnerzahl 23.270 in 3596 Haushalten und bei der Volkszählung 1988 belief sich die Einwohnerzahl auf 17.928 in 2956 Haushalten.

## Infrastruktur
In Madina gibt es mehrere öffentliche Grundschulen. Die älteste, die Ecole primaire de Madina I, wurde 1979 gegründet. Im Stadtviertel ist mit einem Centre de Santé Intégré (CSI) ein Gesundheitszentrum vorhanden.